# Tadeusz Wróbel (poseł)
Tadeusz Józef Wróbel (ur. 8 marca 1894 w Poznaniu, zm. 30 grudnia 1947 tamże) – polski lekarz, dziennikarz i polityk, poseł na Sejm III kadencji w II RP z ramienia Stronnictwa Narodowego.

## Życiorys
Był synem Ludwika, zecera, i Stanisławy z Margrafów.
Prowadził praktykę lekarską w Wolsztynie i Poznaniu. Był członkiem Związku Towarzystw Powstańców i Wojaków D.O.K. VIII. Po zamachu majowym został oboźnym Obozu Wielkiej Polski na powiat wolsztyński i organizatorem powiatowego Ruchu Młodych OWP. W 1928 bezskutecznie kandydował do Sejmu w okręgu szamotulskim z list Bloku Katolicko-Narodowego. W latach 30. był członkiem zarządu grodzkiego Stronnictwa Narodowego w Poznaniu oraz kierownikiem organizacyjnym SN na Wielkopolskę. W wyborach w 1930 został wybrany posłem z listy nr 4 w okręgu wyborczym nr 36. Zasiadł w Klubie Narodowym. W 1936 został wydawcą i członkiem redakcji ukazującego się w Poznaniu tygodnika „Polska Narodowa”. W 1939 został wybrany ławnikiem Poznania.
Zmarł 30 grudnia 1947 w Poznaniu. Został pochowany 3 stycznia 1948 na Cmentarzu Górczyńskim w Poznaniu.